# Barbula anceps
Barbula anceps är en bladmossart som beskrevs av Jules Cardot 1905. Barbula anceps ingår i släktet neonmossor, och familjen Pottiaceae. Inga underarter finns listade i Catalogue of Life.